# Myxilla mucronata
Myxilla mucronata är en svampdjursart som beskrevs av Gustavo Pulitzer-Finali 1986. Myxilla mucronata ingår i släktet Myxilla och familjen Myxillidae.
Artens utbredningsområde är Jamaica. Inga underarter finns listade i Catalogue of Life.